# Episinus meruensis
Episinus meruensis là một loài nhện trong họ Theridiidae.
Loài này thuộc chi Episinus. Episinus meruensis được Albert Tullgren miêu tả năm 1910.